# 그라누필룸
그라누필룸(학명: Granufilum rivulare 그라누필룸 루불라레[*])은 김파래홍조강 김파래목에 속하는 홍조류의 일종이다. 그라누필룸과(Granufilaceae)와 그라누필룸속(Granufilum)의 유일종이다. 민물에서 서식한다. 모식산지는 중화인민공화국 저장성 원저우시 타이순현 개울 속 바위이다.